# Cornelia Hütter
Cornelia « Conny » Hütter, née le 29 octobre 1992 à Graz, est une skieuse alpine autrichienne. Elle compte sept victoires en Coupe du monde et remporte le petit globe de cristal de la descente au terme de la saison 2023-2024

## Carrière
Ses débuts en courses FIS a lieu en 2007. Elle obtient deux médailles de bronze aux Championnats du monde junior 2011 en super G et descente.
Elle participe à sa première course de Coupe du monde de ski alpin le 2 décembre 2011 à l'occasion d'une descente organisée à Lake Louise et marque ses premiers points à cette occasion.
Le 21 décembre 2013, elle accède pour la première fois à un podium de coupe du monde en terminant troisième de la descente de Val d'Isère. En février 2014, elle participe aux Jeux olympiques de Sotchi où elle est 24e de la descente.
Aux Championnats du monde 2015, elle est quatrième du super G. 
La saison suivante, elle gagne le super G de Lenzerheide, après six podiums obtenus en vitesse dont trois à Lake Louise et établit son meilleur classement général en Coupe du monde avec le septième rang, pour un total de huit podiums. En 2017-2018, elle monte sur un seul podium à Val d'Isère.
Au début de la saison 2017-2018, elle s'impose sur la descente de Lake Louise puis participe ensuite aux Jeux olympiques de Pyeongchang, où elle est huitième du super G et treizième de la descente.
Cornelia Hütter renoue avec la victoire le 30 janvier 2022, juste avant les Jeux de Pékin, en remportant le Super-G de Garmisch, une victoire partagée avec Federica Brignone (toutes deux 1 min 18 s 19).

## Palmarès

### Jeux olympiques
| Épreuve / Édition   | Descente | Super G |
| ------------------- | -------- | ------- |
| JO 2014 Sotchi      | 24e      | —       |
| JO 2018 Pyeongchang | 13e      | 8e      |
| JO 2022 Pékin       | 7e       | 8e      |

### Championnats du monde
| Épreuve / Édition                 | Descente | Super G | Combiné |
| Mondiaux 2015 Vail - Beaver Creek | 15e      | 4e      | —       |
| Mondiaux 2023 Courchevel-Méribel  | 4e       | Bronze  | Abandon |
| Mondiaux 2025 Saalbach            | —        | 10e     | —       |

### Coupe du monde
- Meilleur classement général : 5e en 2024.
- 1 petit globe de cristal :
  - Vainqueur du classement de la descente en 2024
- 31 podiums dont 9 victoires.

#### Différents classements en Coupe du monde
| Saison / Épreuve | Saison / Épreuve | Général | Général | Descente | Descente | Super G | Super G | Combiné | Combiné |
| ---------------- | ---------------- | ------- | ------- | -------- | -------- | ------- | ------- | ------- | ------- |
| Saison / Épreuve | Saison / Épreuve | Class.  | Points  | Class.   | Points   | Class.  | Points  | Class.  | Points  |
| 2013             | 2013             | 84e     | 32      | 34e      | 26       | 42e     | 6       | -       | -       |
| 2014             | 2014             | 32e     | 225     | 18e      | 143      | 18e     | 82      | -       | -       |
| 2015             | 2015             | 14e     | 440     | 18e      | 142      | 4e      | 286     | 19e     | 12      |
| 2016             | 2016             | 7e      | 811     | 5e       | 387      | 4e      | 400     | 29e     | 24      |
| 2017             | 2017             | 58e     | 131     | 23e      | 94       | 37e     | 24      | 39e     | 13      |
| 2018             | 2018             | 18e     | 440     | 4e       | 272      | 12e     | 168     | -       | -       |
| 2019             | 2019             | 35e     | 240     | 13e      | 175      | 25e     | 65      | -       | -       |
| 2021             | 2021             | 112e    | 10      | -        | -        | 46e     | 10      | -       | -       |
| 2022             | 2022             | 21e     | 399     | 12e      | 221      | 14e     | 178     | -       | -       |
| 2023             | 2023             | 14e     | 512     | 16e      | 165      | 5e      | 347     | -       | -       |
| 2024             | 2024             | 5e      | 913     | 1re      | 367      | 3e      | 516     | -       | -       |

#### Détail des victoires
| Édition / Épreuve | Descente               | Super G      | Total |
| 2015-2016         |                        | Lenzerheide  | 1     |
| 2017-2018         | Lake Louise            |              | 1     |
| 2021-2022         |                        | Garmisch     | 1     |
| 2022-2023         |                        | Kvitfjell    | 1     |
| 2023-2024         | Saalbach               | Zauchensee   | 2     |
| 2024-2025         | Beaver Creek Kvitfjell | Saint-Moritz | 3     |
| Total             | 4                      | 5            | 9     |

### Championnats du monde junior
Médaille de bronze du super G et de la descente à Crans Montana en 2011.

### Coupe d'Europe
- Gagnante du classement du super G en 2013.
- 1 victoire.